# Koszmosz–214
Koszmosz–214 (oroszul: Космос 214) Koszmosz műhold, a szovjet műszeres műhold-sorozat tagja. Második generációs Zenyit–4 felderítő műhold.

## Küldetés
Meghatározott űrkutatási és katonai programot hajtott végre. Programja a Koszmosz–207-tel megegyező. Az emberes űrkutatási program végrehajtását segítette.

## Jellemzői
Az OKB–1 tervezőirodában kifejlesztett, ellenőrzése alatt gyártott műhold.
1968. április 18-án a Pleszeck űrrepülőtérről egy Voszhod (11A57) típusú hordozórakétával juttatták Föld körüli, közeli körpályára.  Az orbitális egység pályája 90,2 perces, 81.3 fokos hajlásszögű, elliptikus pálya perigeuma 197 kilométer, apogeuma 372 kilométer volt. Hasznos tömege 4730 kilogramm. A sorozat felépítését, szerkezetét, alapvető fedélzeti rendszereit tekintve egységesített, szabványosított tudományos-kutató űreszköz. Áramforrása kémiai akkumulátorok, szolgálati élettartama 10 nap.
Fototechnikai (fényképezőgép, televíziós kamera) berendezései nagy pontosságú (3000 milliméter/3-5 méter közötti felbontású) képeket készítettek. Felderítési feladatán túl, a 81 fokos hajlásszögű pályaelem lehetővé tette az Északi-sarki jégtakaró változásainak ellenőrzését. Fényképein keresztül tanulmányozni lehetett a jégtakaró olvadását, a jégmezők- jéghegyek mozgását, a sarki tengereken való navigációs (katonai mozgás, polgári szállítások) körülményeket. Nyolc napos szolgálat után műszertartályukat földi parancsra visszatérítették.
1968. április 26-án 8 napos szolgálati idő után, földi parancsra belépett a légkörbe és hagyományos – ejtőernyős leereszkedés – módon visszatért a Földre.